# 馬爾肖湖 (柏林)

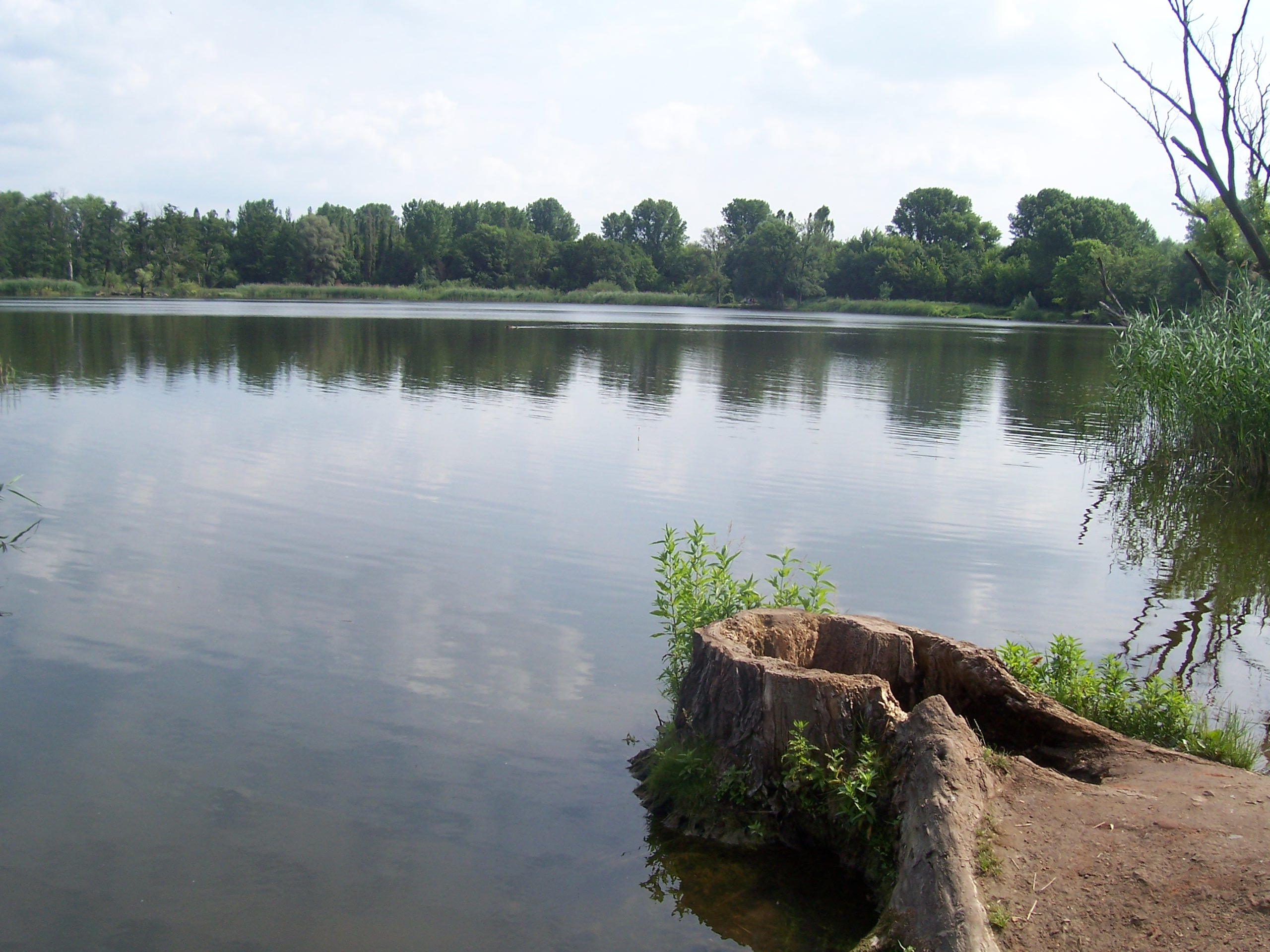

52°34′27″N 13°29′18″E / 52.57417°N 13.48833°E
馬爾肖湖（德語：Malchower See），是德國的湖泊，位於該國首都柏林，由利希滕貝格行政區負責管轄，面積0.07平方公里，平均水深3.1米，最大水深6.5米，水體容量23萬立方米。